# نایجل نیل
نایجل نیل (انگلیسی: Nigel Kneale؛‌‏ ۱۸ آوریل ۱۹۲۲ – ۲۹ اکتبر ۲۰۰۶) فیلم‌نامه‌نویس و نویسنده اهل بریتانیا بود. وی در سال ۱۹۵۰ میلادی جایزه ادبی سامرست موم را از آن خود کرد.
نایجل نیل در میان سال‌های ۱۹۵۱ تا ۱۹۹۷ یکی از فعال‌ترین اعضای تلویزیون بی‌بی‌سی در تهیه و تدوین فیلم بود.
از فیلم‌ها یا مجموعه‌های تلویزیونی که وی در آن‌ها نقش داشته‌است، می‌توان به زن سیاه‌پوش اشاره نمود.